# Edmund Glaise-Horstenau
Edmund Glaise-Horstenau (também conhecido como Edmund Glaise von Horstenau; 27 de fevereiro de 1882 – 20 de julho de 1946) foi um político nazista austríaco que se tornou o último vice-chanceler da Áustria, nomeado pelo chanceler Kurt Schuschnigg sob pressão de Adolf Hitler, pouco antes do Anschluss de 1938. 
Durante a Segunda Guerra Mundial, Glaise-Horstenau tornou-se general da Wehrmacht e serviu como general plenipotenciário do Estado Independente da Croácia. Consternado com as atrocidades cometidas pelos Ustaše, envolveu-se na Conspiração Lorković-Vokić, com o objetivo de derrubar o regime de Ante Pavelić e substituí-lo por um governo pró-Aliado. 

## Biografia
Nascido em Braunau am Inn, mesmo local de nascimento de Adolf Hitler, filho de um oficial, Glaise-Horstenau frequentou a Academia Militar Theresiana e serviu na Primeira Guerra Mundial no Estado-Maior do Exército Austro-Húngaro. A partir de 1915, chefiou o departamento de imprensa do Comando Supremo das Forças Armadas. 
Após a guerra, estudou história na Universidade de Viena, juntamente com seu emprego nos Arquivos de Guerra Austríacos (como diretor de 1925 a 1938). Ele também alcançou o posto de coronel no Heeresnachrichtenamt austríaco em 1934. 
Originalmente monarquista, Glaise-Horstenau tornou-se o segundo homem na hierarquia do banido Partido Nazista Austríaco em meados da década de 1930, atrás do seu líder Josef Leopold. Para melhorar as relações com a Alemanha Nazista, foi nomeado membro do Staatsrat do Estado Federal da Áustria a partir de 1934 no posto de Ministro Sem Pasta, e de 1936 a 1938, atuou como Ministro Federal do Interior no gabinete de Chanceler Kurt Schuschnigg, após ser nomeado sob pressão de Adolf Hitler após o Juliabkommen. Na reunião no Berghof em Berchtesgaden em 12 de fevereiro de 1938 entre Hitler e Schuschnigg a Alemanha exigiu que Glaise-Horstenau fosse nomeado Ministro da Guerra em um novo governo pró-nazista e que ele estabelecesse relações operacionais estreitas entre os exércitos alemão e austríaco o que acabaria por levar à assimilação do sistema austríaco ao sistema alemão. 
Depois que Schuschnigg teve que renunciar em 11 de março, Glaise-Horstenau serviu como vice-chanceler da Áustria sob Arthur Seyß-Inquart por dois dias. 

## Na Croácia

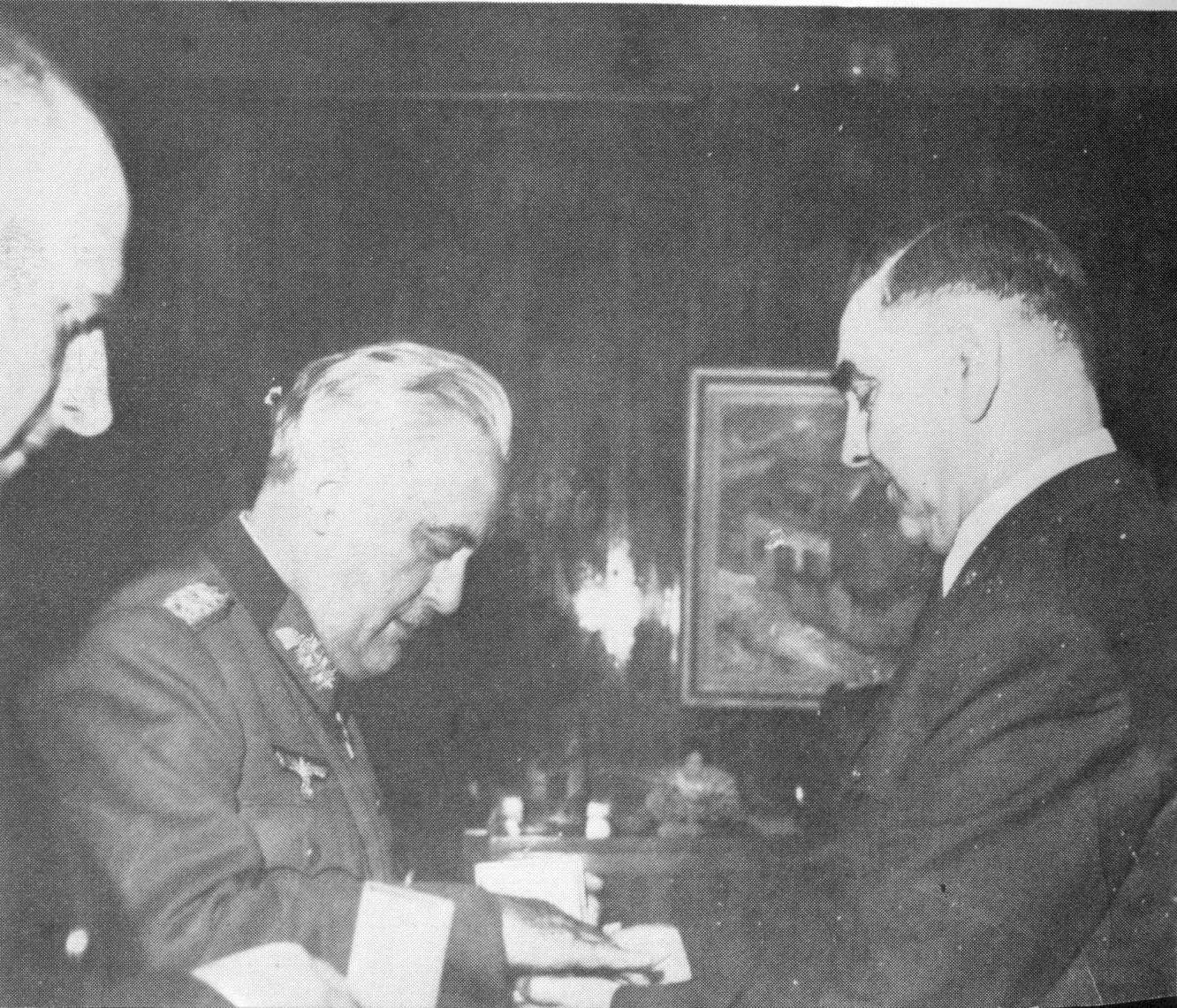
Siegfried Kasche, von Horstenau e Ante Pavelić em Zagreb.

Após o Anschluss, ele ingressou na Wehrmacht e foi nomeado Plenipotenciário Geral no Estado Independente da Croácia em 14 de abril de 1941. Lá, ele ficou chocado com as atrocidades dos Ustaše, aos quais denunciou e se opôs repetidamente.   Já em 28 de junho de 1941, ele relatou o seguinte ao Alto Comando Alemão, o Oberkommando der Wehrmacht (OKW):
...de acordo com relatórios confiáveis de inúmeros observadores militares e civis alemães durante as últimas semanas, os Ustaše enlouqueceram.
Em 10 de julho, ele acrescentou:
As nossas tropas têm de ser testemunhas mudas de tais acontecimentos; isso não reflete bem a sua elevada reputação... Dizem-me frequentemente que as tropas de ocupação alemãs teriam finalmente de intervir contra os crimes de Ustaše. Isso pode acontecer eventualmente. Neste momento, com as forças disponíveis, não poderia pedir tal ação. A intervenção ad hoc em casos individuais poderia fazer com que o Exército Alemão parecesse responsável por inúmeros crimes que não conseguiu prevenir no passado.
A falta de resposta do OKW às críticas de Glaise-Horstenau aos métodos Ustaše frustrou-o cada vez mais e causou profunda tensão com Ante Pavelić, o Poglavnik, ou chefe, do Estado Independente da Croácia. Em 1944, ele ficou tão consternado com as atrocidades que testemunhou que ficou profundamente implicado na Conspiração Lorković-Vokić para derrubar o regime de Pavelić e substituí-lo por um governo pró-Aliado. 
O subsequente fracasso dessa tentativa transformou Glaise-Horstenau em persona non grata tanto para os croatas como para os nazistas. Na primeira semana de setembro, Pavelić e o embaixador alemão Siegfried Kasche conspiraram juntos e efetuaram a sua destituição em 25 de setembro. A retirada de Glaise-Horstenau de cena abriu a porta para a politização total das forças armadas croatas, que ocorreu nos meses seguintes. 

## Suicídio
Glaise-Horstenau foi então transferido para a Führer-Reserve e encarregado da obscura tarefa de historiador militar do Sudeste até sua captura pelo Exército dos EUA em 5 de maio de 1945. Temendo a extradição para a Iugoslávia ou a Áustria, ele cometeu suicídio  no campo militar de Langwasser, perto de Nuremberg, Alemanha, em 20 de julho de 1946.

## Publicações
- Die Katastrophe, Die Zertrümmerung Österreich-Ungarns und das Werden der Nachfolgestaaten, Amalthea Verlag, Zürich-Leipzig-Wien, 1929
- Edmund Glaise von Horstenau: Ein General im Zwielicht: die Erinnerungen Edmund Glaises von Horstenau, Volume 76, Böhlau, 1988, ISBN 9783205087496